# Samma typ av annorlunda saker
Samma typ av annorlunda saker är ett bevingat uttryck hämtat från ett album från 1997 av Wille Crafoord, och hans första som soloartist, med sånger som "Samma typ av annorlunda saker", "Adam & Eva" - vilken utgjorde titelmelodin till Herngren och Holms succéfilm med samma namn - "Missarna" (som även placerade sig som trea i Melodifestivalen 1997). "Jag samlar på dej", som har etablerat sig som en av våra mer nyttjade bröllopssånger. Även "Världens Bästa Lim", "Solsken" och "Man har väl rätt att ändra sej?" som lånades ut till nya moderaterna valåret  2006 bland annat i protest mot en alltför vänsterfixerad kulturvärld. Ytterligare en singelhit "Apan ser apan gör" och "Tyst & Cool". 
Albumet, som nått stor spridning inte minst i musikerkretsar, sålde guld, grammisbelönades och nådde som högst 5:e plats på den svenska albumlistan.

## Låtlista
1. Samma typ av annorlunda saker
2. Adam & Eva
3. Tyst & cool
4. Man har väl rätt å ändra sej?
5. Apan ser apan gör
6. Missarna
7. Världens bästa lim
8. Jag samlar på dej
9. Din tur
10. Som gjort för att bli regn
11. Alla är bäst (till och med du)
12. Solsken

## Listplaceringar
| Lista (1997-1998) | Topplacering |
| ----------------- | ------------ |
| Sverige           | 5            |

## Medverkande
- Willie Crafoord - sång, gitarr, kompositör, textförfattare
- David Nyström - piano, "Würlitzlar och sånt"
- Ola Gustafsson, gitarr av "allehanda slag"
- Magnus Persson - trummor och "rasselgrejer"
- Sven Lindvall, bas

### Fotnoter
1. ↑  Information i Svensk mediedatabas.
2. ↑  Listplacering